# حریش
حریش (انگلیسی: Harish, Israel، عبری: חָרִישׁ‎، ت. «شیار شخم‌زده») شهری در شمال اسرائیل است. حوزه قضایی آن منطقه‌ای به مساحت ۹۷۳۹ دونوم است. در حال حاضر در حال گسترش به شهری است که پیش‌بینی می‌شود در نهایت ۱۰۰,۰۰۰ نفر جمعیت داشته باشد. در سال ۲۰۲۲، جمعیت آن ۳۳,۳۸۰ نفر بود.